# Đại Việt Quốc dân Đảng

Flagge der Đại-Việt-Partei.
Die gleiche Flagge wurde auch von der VNQDĐ verwendet.

Die Đại Việt Quốc dân Đảng (ĐVQDĐ, Nationalistische Partei Groß-Vietnams), bekannt als Đảng Đại Việt (Đại-Việt-Partei), war eine ultranationalistische, antifranzösische und antikommunistische Partei in Vietnam. Sie war nach dem mittelalterlichen vietnamesischen Reich Đại Việt („Groß-Việt“) benannt.
Die Partei wurde 1938/1939 vom Jurastudenten Trương Tử Anh (Anh Cả Phương) als militante Untergrundorganisation gegen die französische Kolonialherrschaft gegründet. Sie ähnelte in ihren Zielen der nationalistischen VNQDĐ, stand aber politisch noch weiter rechts. Ihre Anhänger entstammten größtenteils aus dem gebildeten höheren Bürgertum Tonkins, wobei Nordostvietnam vom Großraum Hanoi bis ins chinesische Grenzgebiet die Parteihochburg darstellte. Die Partei war zunächst nur eine von mehreren Đại-Việt-Gruppen, die in den späten 1930ern und frühen 1940ern gegründet wurden. Alle diese Gruppen besaßen eine ähnliche Ideologie, bei der sich progressiver „jungtürkischer“ Nationalismus in unterschiedlichem Maße mit Faschismus, Sozialdarwinismus und dem Panasiatismus japanischer Prägung vermischte; sie lehnten (den aus ihrer Sicht ineffektiven) Parlamentarismus, Kolonialismus und Kommunismus gleichermaßen entschieden ab. Weitere bedeutende Gruppen waren die Đại Việt Quốc Xã („nationalsozialistische Đại Việt“), die Đại Việt Duy Dân („humanistische Đại Việt“) des Gelehrten Lý Đông A sowie die Đại Việt Dân chính („Đại Việt der wahren Menschen“) des einflussreichen Literaten Nguyễn Tường Tam. Auch der spätere südvietnamesische Präsident Ngô Đình Diệm und sein älterer Bruder Ngô Đình Khôi gründeten während dieser Zeit eine solche Đại-Việt-Gruppe (Đại Việt Phục hưng Hội), die allerdings im Gegensatz zu den übrigen aus Zentralvietnam stammte und katholisch dominiert war.
Während des Zweiten Weltkrieges unterstützte die VNQDĐ die chinesische Kuomintang gegen die Japaner; die Đại-Việt-Gruppen kollaborierten hingegen mit den japanischen Besatzungstruppen und dem pro-japanischen Prinzen Cường Để. Mit deren Unterstützung konnten sie eigene paramilitärische Verbände aufstellen und bewaffnen. Anders als die Việt Minh oder auch die religiösen Milizen des Südens hatten die Đại Việt allerdings niemals eine nennenswerte Massenbasis, sondern blieben zahlenmäßig bedeutungslos. Ende 1944 erfolgte ein kurzlebiger Zusammenschluss von vier Đại-Việt-Gruppen zur Đại-Việt-National-Allianz (Đại Việt Quốc gia Liên minh). Die Đại Việt wurden schließlich im Frühjahr 1945 zur Hauptstütze der kaiserlichen Marionettenregierung unter Premierminister Trần Trọng Kim. Im Zuge der Augustrevolution wurden die Đại Việt letzten Endes 1945/46 durch die Việt Minh größtenteils zerschlagen und ein großer Teil der Führungsspitze getötet.
Anfang der 1950er-Jahre hatte sich die Đại Việt Quốc dân Đảng unter französischer Duldung erfolgreich neuorganisiert und umfasste nun angeblich an die 200.000 Mitglieder. Die paramilitärische Jugend-Miliz der Partei (Thanh niên Bảo quốc Đoàn) wurde jedoch im Sommer 1951 mit dem Selbstmordattentat auf General Chanson und Gouverneur Thái Lập Thành in Verbindung gebracht und daher verboten. Trotz dieses Vorfalls und ihrer generellen Frankreichfeindlichkeit beteiligte sich die Partei gegen Ende des Indochinakrieges an den Regierungen des profranzösischen Staates Vietnam und stellte mit Phan Huy Quát 1954 sogar kurzzeitig den Regierungschef.

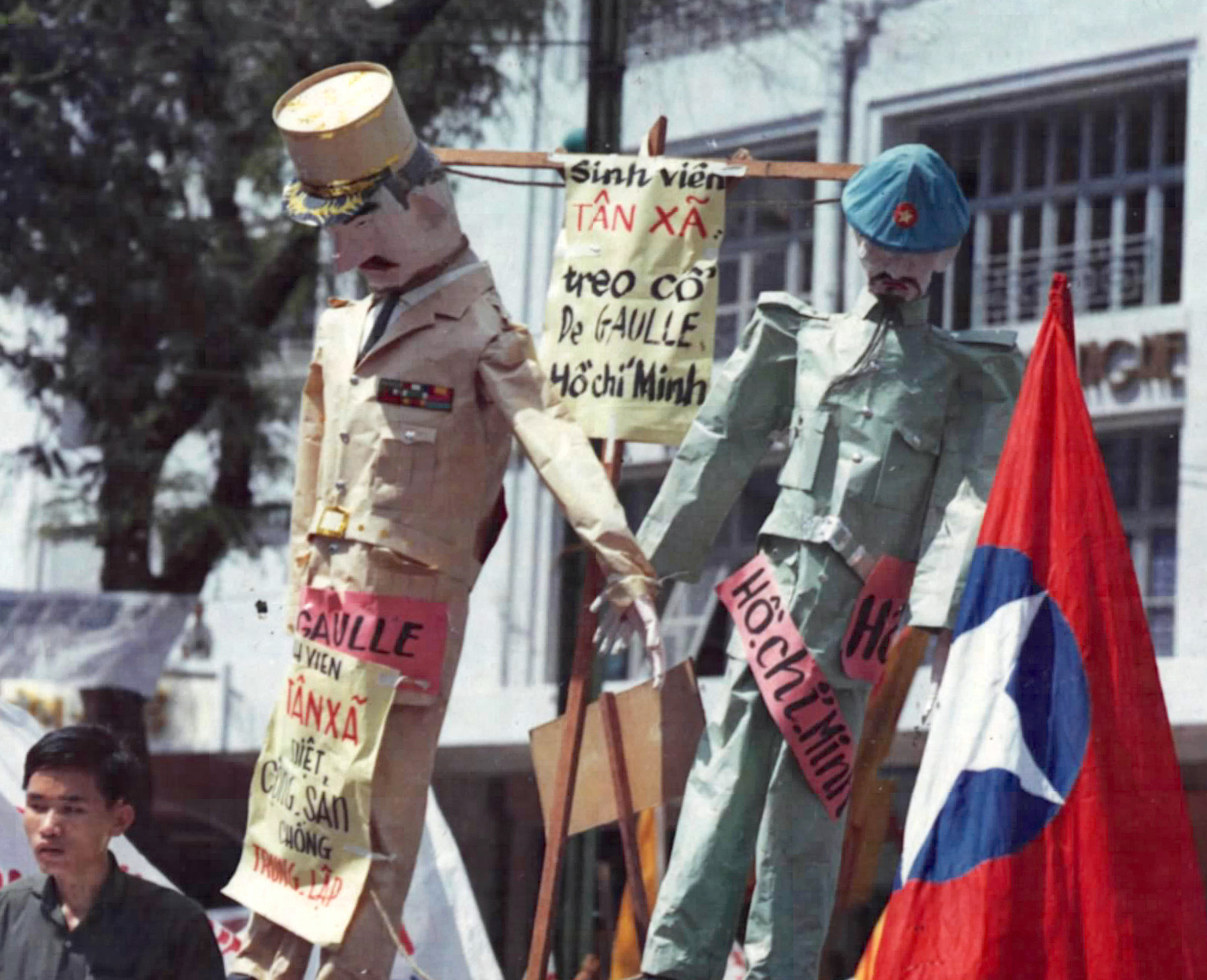
Saigon, Juli 1964: Mutmaßliche Đại-Việt-Anhänger mit Puppen von Charles de Gaulle und Hồ Chí Minh am Galgen anlässlich des zehnten Jahrestages der Teilung Vietnams.

Nach der Teilung des Landes war die Partei in Südvietnam aktiv. Während des Diệm-Regimes zählte sie zu den unterdrückten Oppositionsparteien. Nach dessen Ermordung, an der auch Đại-Việt-Anhänger beteiligt waren, war sie als einflussreiche Kleinpartei an mehreren Regierungen beteiligt. Die Partei stellte 1964 mit Nguyễn Tôn Hoàn den stellvertretenden Regierungschef und 1965 mit Phan Huy Quát den Premierminister. Aufgrund von internen Zerwürfnissen spaltete sich 1964 die Đảng Tân Đại Việt unter Nguyễn Ngọc Huy ab, gefolgt von der Đại Việt Cách mạng Đảng im Jahr darauf.
Seit dem Fall Saigons 1975 existiert die Partei noch als Exilorganisation in Kalifornien.